# Wim Stroetinga
Wim Stroetinga (født 23. maj 1985 i Drachten) er en hollandsk cykelrytter. Hans foretrukne disciplin er banecykling, hvor han har vundet medaljer ved EM og nationale mesterskaber. På landevej har han vundet flere mindre løb som Himmerland Rundt i 2015.
I 2008, 2012 og 2016 deltog han ved Sommer-OL.
I 2002 vandt han sit første seksdagesløb. Til og med sejren i Manchester i 2019 har han vundet seks løb, hvor de seneste fire er med makker Yoeri Havik. Ved Københavns seksdagesløb er tredjepladsen i 2015 bedste placering.